# Campeonato Chileno de Futebol de 2021
A Primeira División do Campeonato Chileno de Futebol de 2021, oficialmente Campeonato Nacional AFP PlanVital de 2021 por motivos de patrocínio, é a 105ª edição da principal divisão de futebol do Chile. O certame é organizado pela Asociación Nacional de Fútbol Profesional (ANFP), entidade esportiva ligada à Federação de Futebol do Chile (FFC). A temporada começará em 27 de março. Uma novidade para este torneio é que ele será disputado por 17 equipes, para que na temporada de 2022 voltar com os 16 times habituais. Além disso, essa temporada marca a volta de Ñublense à primeira divisão, após 5 anos e meio de ausência depois de vencer a Primeira B de 2020, e o regresso também de Deportes Melipilla, depois de 12 anos longe da primeira divisão chilena. A Universidad Católica é a atual campeã, defendendo uma sequência de três títulos seguidos.

## Sistema de jogo
As 17 equipes jogarão 32 partidas cada uma ao longo de 34 rodadas em dois turnos sob o sistema de todos contra todos (cada equipe terá duas rodadas de descanso por causa do número ímpar de participantes). Neste torneio, será usado o sistema de pontos corridos, de acordo com a regulamentação da IFAB, dando três pontos ao vencedor, um ponto às equipes que empatarem e nenhum ponto ao perdedor.
O campeão, o vice-campeão e o terceiro colocado se classificarão para a Copa Libertadores da América de 2022, enquanto os 4º, 5º, 6º e 7º colocados ganharão uma vaga à Copa Sul-Americana de 2022.
Na zona de rebaixamento da tabela, as duas últimas equipes cairão de divisão de forma direta, enquanto a equipe na 15ª colocação jogará uma repescagem com o vencedor da liguilla da Primera B de 2021. Desaa maneira, a temporada subsequente terá 16 equipes na primeira divisão novamente, como em 2018 e 2019.
Os critérios de desempate serão:
1. Pontos;
2. Saldo de gols;
3. Vitórias;
4. Gols marcados;
5. Gols marcados como visitante;
6. Cartões vermelhos;
7. Cartões amarelos;
8. Sorteio.

Caso haja empate em pontos na primeira colocação, o campeão será definido em uma partida extra em campo neutro. Caso o empate em pontos seja entre mais de duas equipes, os critérios de desempate deverão ser aplicados até que haja apenas duas equipes, e estas se enfrentarão na partida extra.

## Participantes

### Ascensos e descensos
| Clube               | Promovido como                         |
| ------------------- | -------------------------------------- |
| Ñublense            | Campeão da Primera B 2020              |
| Deportes Melipilla' | Vencedor da liguilla da Primera B 2020 |

| Clube                     | Rebaixado como                        |
| ------------------------- | ------------------------------------- |
| Universidad de Concepción | Repescagem de 2020                    |
| Deportes Iquique          | 18º na tabela de rebaixamento de 2020 |
| Coquimbo Unido            | 18º na tabela geral de 2020           |

### Informações dos clubes
| Equipe               | Treinador           | Estádio                  | Material     | Patrocínio               |
| -------------------- | ------------------- | ------------------------ | ------------ | ------------------------ |
| Audax Italiano       | Pablo Sánchez       | Municipal de La Florida  | Macron       | Traverso                 |
| Cobresal             | Gustavo Huerta      | El Cobre                 | KS7          | PF Alimentos             |
| Colo-Colo            | Gustavo Quinteros   | Monumental               | Adidas       | Pilsen del Sur           |
| Curicó Unido         | Damián Muñoz        | La Granja                | OneFit       | Multihogar               |
| Antofagasta          | Juan Ribera         | Calvo y Bascuñán         | Claus-7      | Minera Escondida         |
| Deportes Melipilla   | Cristián Arán       | Roberto Bravo            | Training     | Ariztía                  |
| Everton              | Roberto Sensini     | Sausalito                | Charly       | Claro                    |
| Huachipato           | Juan Luvera         | Huachipato - CAP Acero   | OneFit       | PF Alimentos             |
| La Serena            | Ivo Basay           | La Portada               | OneFit       |                          |
| Ñublense             | Jaime García        | Nelson Oyarzún           | OneFit       | Fanaloza                 |
| O'Higgins            | Miguel Ramírez      | El Teniente              | Adidas       | Sun Monticello           |
| Palestino            | Patricio Graff      | Municipal de La Cisterna | Capelli      | Bank of Palestine        |
| Santiago Wanderers   | Emiliano Astorga    | Elías Figueroa           | Macron       | Patrimonio de Valparaíso |
| Unión Española       | César Bravo         | Santa Laura              | Kappa        | Universidade IE          |
| Unión La Calera      | Francisco Meneghini | Nicolás Chahuán          | Siker        |                          |
| Universidad Católica | Cristian Paulucci   | San Carlos de Apoquindo  | Under Armour | Banco BICE               |
| Universidad de Chile | Esteban Valencia    | Nacional                 | Adidas       | Petrobras                |

## Classificação
| Pos | Equipe               | Pts | J  | V  | E  | D  | GP | GC | SG  | Classificação ou Rebaixamento               |
| --- | -------------------- | --- | -- | -- | -- | -- | -- | -- | --- | ------------------------------------------- |
| 1   | Universidad Católica | 68  | 32 | 22 | 2  | 8  | 65 | 34 | +31 | Fase de grupos da Copa Libertadores de 2022 |
| 2   | Colo-Colo            | 62  | 32 | 19 | 5  | 8  | 49 | 26 | +23 | Fase de grupos da Copa Libertadores de 2022 |
| 3   | Audax Italiano       | 54  | 32 | 14 | 12 | 6  | 39 | 31 | +8  | Segunda fase da Copa Libertadores de 2022   |
| 4   | Unión La Calera      | 51  | 32 | 15 | 6  | 11 | 41 | 40 | +1  | Primeira fase da Copa Sul-Americana de 2022 |
| 5   | Unión Española       | 48  | 32 | 15 | 3  | 14 | 48 | 50 | −2  | Primeira fase da Copa Sul-Americana de 2022 |
| 6   | Antofagasta          | 47  | 32 | 12 | 11 | 9  | 34 | 36 | −2  | Primeira fase da Copa Sul-Americana de 2022 |
| 7   | Ñublense             | 44  | 32 | 11 | 11 | 10 | 49 | 37 | +12 | Primeira fase da Copa Sul-Americana de 2022 |
| 8   | Palestino            | 41  | 32 | 11 | 8  | 13 | 48 | 50 | −2  |                                             |
| 9   | Cobresal             | 40  | 32 | 11 | 7  | 14 | 40 | 39 | +1  |                                             |
| 10  | La Serena            | 39  | 32 | 9  | 12 | 11 | 40 | 42 | −2  |                                             |
| 11  | Universidad de Chile | 39  | 32 | 10 | 9  | 13 | 34 | 37 | −3  |                                             |
| 12  | Everton              | 39  | 32 | 10 | 9  | 13 | 29 | 35 | −6  |                                             |
| 13  | O'Higgins            | 38  | 32 | 9  | 11 | 12 | 31 | 41 | −10 |                                             |
| 14  | Curicó Unido         | 37  | 32 | 8  | 13 | 11 | 37 | 39 | −2  |                                             |
| 15  | Huachipato           | 37  | 32 | 8  | 13 | 11 | 36 | 41 | −5  | Repescagem de permanência                   |
| 16  | Deportes Melipilla   | 38  | 32 | 10 | 8  | 14 | 39 | 51 | −12 | Rebaixados para a Primera B de 2022         |
| 17  | Santiago Wanderers   | 21  | 32 | 5  | 6  | 21 | 24 | 54 | −30 | Rebaixados para a Primera B de 2022         |

## Resultados
| Mandante \ Visitante | AUD | CSL | CC  | CUR | ANT | DLS | MEL | EVE | HUA | ÑUB | OHI | PAL | SW  | UE  | ULC | UC  | UCH |
| -------------------- | --- | --- | --- | --- | --- | --- | --- | --- | --- | --- | --- | --- | --- | --- | --- | --- | --- |
| Audax Italiano       | —   | 0–0 | 2–0 | 1–1 | 0–0 | 2–1 | 1–0 | 0–2 | 3–3 | 0–3 | 1–0 | 2–3 | 1–0 | 2–0 | 2–3 | 1–0 | 2–1 |
| Cobresal             | 1–2 | —   | 1–2 | 2–0 | 2–0 | 2–0 | 1–1 | 2–2 | 1–1 | 4–1 | 2–3 | 3–1 | 2–1 | 2–0 | 0–1 | 1–3 | 0–0 |
| Colo-Colo            | 1–1 | 0–1 | —   | 2–0 | 2–0 | 2–0 | 1–0 | 2–0 | 2–0 | 0–1 | 1–2 | 1–2 | 3–0 | 0–1 | 0–0 | 2–1 | 1–0 |
| Curicó Unido         | 2–2 | 1–0 | 0–0 | —   | 1–1 | 2–0 | 2–0 | 1–1 | 2–2 | 0–0 | 0–2 | 1–1 | 2–1 | 1–2 | 1–1 | 2–4 | 1–2 |
| Deportes Antofagasta | 0–1 | 2–1 | 1–0 | 1–1 | —   | 0–0 | 1–0 | 1–2 | 1–0 | 2–1 | 2–1 | 2–1 | 1–0 | 1–2 | 1–3 | 3–2 | 1–2 |
| Deportes La Serena   | 0–2 | 2–1 | 1–4 | 2–0 | 1–1 | —   | 5–1 | 0–2 | 2–2 | 1–0 | 2–0 | 4–3 | 0–0 | 0–0 | 1–2 | 0–2 | 0–0 |
| Deportes Melipilla   | 1–1 | 2–1 | 2–4 | 1–1 | 1–1 | 1–1 | —   | 1–0 | 1–2 | 1–1 | 3–1 | 0–1 | 1–1 | 0–3 | 3–3 | 2–0 | 3–0 |
| Everton              | 1–2 | 3–0 | 0–2 | 0–0 | 1–1 | 0–4 | 1–2 | —   | 1–0 | 0–0 | 1–1 | 1–0 | 1–0 | 2–0 | 1–2 | 0–3 | 1–0 |
| Huachipato           | 0–0 | 0–0 | 0–2 | 1–4 | 0–1 | 0–0 | 3–1 | 0–0 | —   | 5–3 | 0–1 | 1–1 | 2–0 | 1–0 | 0–0 | 2–1 | 1–1 |
| Ñublense             | 1–0 | 3–1 | 5–1 | 2–0 | 0–0 | 0–1 | 3–0 | 1–1 | 2–2 | —   | 0–0 | 2–2 | 1–2 | 6–1 | 0–2 | 0–1 | 1–0 |
| O'Higgins            | 0–0 | 1–1 | 2–3 | 2–2 | 0–0 | 0–0 | 1–2 | 1–0 | 2–0 | 1–1 | —   | 1–0 | 1–0 | 1–4 | 1–0 | 1–3 | 1–3 |
| Palestino            | 0–2 | 2–1 | 1–2 | 0–2 | 2–4 | 3–3 | 3–1 | 1–1 | 2–0 | 1–4 | 2–2 | —   | 2–0 | 3–2 | 1–2 | 3–0 | 0–0 |
| Santiago Wanderers   | 2–2 | 2–1 | 0–4 | 0–3 | 0–1 | 2–2 | 0–3 | 2–1 | 1–4 | 1–2 | 0–0 | 1–1 | —   | 1–2 | 1–2 | 0–1 | 2–1 |
| Unión Española       | 1–1 | 0–1 | 0–1 | 2–1 | 1–1 | 2–1 | 0–2 | 3–2 | 3–1 | 3–2 | 3–2 | 1–3 | 3–1 | —   | 2–1 | 3–2 | 2–3 |
| Unión La Calera      | 1–1 | 1–2 | 1–1 | 1–0 | 2–1 | 1–2 | 2–3 | 1–0 | 0–2 | 1–0 | 2–0 | 2–1 | 0–1 | 1–0 | —   | 0–2 | 1–4 |
| Universidad Católica | 3–1 | 2–1 | 0–0 | 2–1 | 4–0 | 4–3 | 4–0 | 2–0 | 2–0 | 2–2 | 3–0 | 2–1 | 3–2 | 2–1 | 3–0 | —   | 1–0 |
| Universidad de Chile | 0–1 | 0–2 | 1–3 | 1–2 | 2–2 | 1–1 | 2–0 | 0–1 | 1–1 | 1–1 | 0–0 | 0–1 | 1–0 | 2–1 | 3–2 | 2–1 | —   |

## Repescagem
Huachipato ganhou de 4–2 no agregado e permaneceu na Primeira Divisão.

## Artilharia
| 0Gols0 | Jogador           | Clube                |
| ------ | ----------------- | -------------------- |
| 23     | Fernando Zampedri | Universidad Católica |
| 23     | Gonzalo Sosa      | Deportes Melipilla   |
| 20     | Joaquín Larrivey  | Universidad de Chile |
| 16     | Cristian Palacios | Unión Española       |
| 14     | Diego Valencia    | Universidad Católica |

## Premiação
| Campeonato Chileno de Futebol de 2021 Primeira Divisão | Campeonato Chileno de Futebol de 2021 Primeira Divisão |
| ------------------------------------------------------ | ------------------------------------------------------ |
| Universidad Católica Campeã (16º título)               |                                                        |